# BV-1435
La BV-1435 és una carretera antigament anomenada provincial, actualment gestionada per la Generalitat de Catalunya. La B correspon a la demarcació de Barcelona i la V a l'antiga categoria de veïnal. Discorre pels termes municipals de Lliçà de Munt, Santa Eulàlia de Ronçana i Bigues i Riells del Fai.

## Terme municipal de Lliçà de Munt
Té l'origen al nord del poble de Lliçà de Munt, a prop del límit amb Santa Eulàlia de Ronçana, en un punt rodó al voltant del qual ha crescut la Cruïlla, un petit centre comercial amb benzinera, diversos restaurants i una àrea comercial. En aquest punt rodó es troben la carretera C-1415b, de Caldes de Montbui a Granollers, que hi passa d'oest a est, la BV-1602, que procedeix de Lliçà de Vall i Parets del Vallès, i la BV-1435.
Des d'aquest lloc, arrenca cap al nord deixant a llevant la masia de Can Codina i travessant la urbanització de la Pineda Feu, al nord de la qual travessa el torrent de la Vall i entra en el terme municipal de Santa Eulàlia de Ronçana.

## Terme municipal de Santa Eulàlia de Ronçana
Entra en aquest terme deixant a llevant Can Sabater, i tot seguit comença a trobar la zona urbana moderna de Santa Eulàlia de Ronçana. Deixa a ponent les masies de la Bastida Vella, Can Falga i Can Bonet i a llevant la de la Bastida Nova, i tot seguit deixa a llevant les urbanitzacions i zones industrials de la Serra Granada i el Rieral, la qual travessa pel mig.
Tot seguit discorre entre Can Brustenga (ponent) i la Verneda, la Torreta (llevant) i la Casa Vella, fins que travessa el torrent de l'Areny. Passa a llevant de les masies de l'Areny i Can Tries i a ponent de la de Can Barbany, i passa a llevant del poble vell de Santa Eulàlia de Ronçana, la Sagrera.
Fa un doble revolt, deixant al nord la masia de Can Baró i a llevant la de Can Feu, i passa a llevant de la urbanització de Can Feu, on abandona la zona urbana de Santa Eulàlia de Ronçana.